# Fernando Araújo Rumié
Fernando Nicolás Araújo Rumie (Cartagena, Bolívar; 16 de maio de 1983) é um político colombiano, atualmente senador da Colômbia pelo Centro Democrático.